# 2017年习近平访问越南和老挝
应越南社会主义共和国主席陈大光邀请，中国共产党中央委员会总书记、中华人民共和国主席习近平于2017年11月10日至11日赴越南岘港出席2017年越南APEC峰会。11月12日至14日，习近平对越南、老挝进行国事访问。这是中共十九大后，中国共产党和中华人民共和国最高领导人首次进行国事访问。

## 背景
习近平此次出访是他以中共中央总书记和国家主席双重身份进行的外交活动。2011年，习近平以国家副主席的身份访问越南。2015年11月，习近平出任党和国家最高领导人后首次以双重身份访问越南。2017年1月12日，越共中央总书记阮富仲访华。习近平访越是两党高层领导人又一次年度互访。

## 访问行程

### 越南
11月10日下午，习近平抵达越南中部城市岘港出席2017年越南APEC峰会。习近平出席亚太经合组织工商领导人峰会并发表主旨演讲，出席两阶段领导人非正式会议和工作午餐，出席亚太经合组织领导人与东盟领导人对话会、领导人与工商咨询理事会代表对话会。习近平在亚太经合组织会议上宣布，中国将于2018年11月在上海举办首届中国国际进口博览会。其间，习近平还会见了俄罗斯总统弗拉基米尔·普京。
11月11日，习近平会见越南总理阮春福，呼吁两国拓展全面战略合作的广度和深度。习还与智利总统米歇尔·巴切莱特签署《中国和智利自由贸易协定升级议定书》。之后习近平会见韩国总统文在寅、菲律宾总统罗德里戈·杜特尔特和日本首相安倍晋三。
离开岘港时，越南政府部长等高级官员和香港特别行政区行政长官林郑月娥等到机场送行。
11月12日，习近平从岘港乘飞机赴河内，对越南进行正式国事访问。习近平同越共中央总书记阮富仲举行会谈，双方就深化中越全面战略伙伴关系达成共识。会谈后，两国领导人共同见证了“一带一路”“两廊一圈”合作备忘录以及产能、能源、跨境经济合作区、电子商务、人力资源、经贸、金融、文化、卫生、信息、社科、边防等领域文件的签署。随后，习近平会见越南国会主席阮氏金银，双方表示将加强两国立法机构各层次交流与合作。两国元首共同出席越中友谊宫揭牌移交仪式和河内中国文化中心揭牌仪式。
11月13日，习近平再次会见阮富仲。会见后，两人前往胡志明故居继续交流。习近平拜谒胡志明主席陵墓并敬献花圈。随后，习近平同越南国家主席陈大光举行会谈。

### 老挝
11月13日，习近平抵达湄公河畔的老挝首都万象，开始对老挝人民民主共和国进行国事访问。老挝人民革命党中央书记处常务书记、国家副主席潘坎·维帕万，万象市委书记、市长辛拉冯·库帕吞，副总理宋赛·西潘敦等到巴罗达机场迎接中国代表团。
11月13日，习近平同老挝人民革命党中央委员会总书记、老挝人民民主共和国主席本扬·沃拉吉举行会谈。双方一致同意加快推进中国“一带一路”倡议同老挝“变陆锁国为陆联国”战略对接。会谈后，习近平和本扬共同见证了中老经济走廊建设、基础设施建设、数字丝绸之路、科技、农业、电力、人力资源、金融、水利等领域合作文件的签署。习近平还在万象会见了老挝人民革命党原中央总书记、国家主席朱马里·赛雅颂。
11月14日，习近平再次会见老挝人民革命党总书记、国家主席本扬。会见后，习近平和本扬共同见证了《中华人民共和国外交部和老挝人民民主共和国外交部关于加强新形势下合作的协定》的签署。此外，习近平还同本扬一起在万象出席玛霍索综合医院开工仪式。习近平还与老挝总理通伦·西苏里、国会主席巴妮·雅陶都举行会谈。
当天，习近平在万象会见了老挝奔舍那家族友人。1963年遇刺身亡的老挝外交部长贵宁·奔舍那和他的妻子受了重伤，他们的子女当时在中国避难，有的同习近平在北京八一学校同校。